# Barraca del camí dels Muntanyesos XII
La Barraca del camí dels Muntanyesos XII és una obra del Pla de Santa Maria (Alt Camp) inclosa a l'Inventari del Patrimoni Arquitectònic de Catalunya.

## Descripció
És una barraca circular i composta. La seva particularitat és que la seva façana exterior està obrada amb la pedra col·locada dreta. La coberta està acabada amb pedruscall i llueix un característic caramull.
A l'interior hi ha una falsa cúpula tapada amb una llosa, amb una alçada màxima de 3'60m. El seu diàmetre és de 3'10m. També hi ha un cocó. La menjadora és a l'exterior a la dreta del portal. La orientació general del conjunt és a l'est.
L'annex és de planta quadrada situat a la dreta del cos principal i totalment esfondrat.